# Dick Trickle

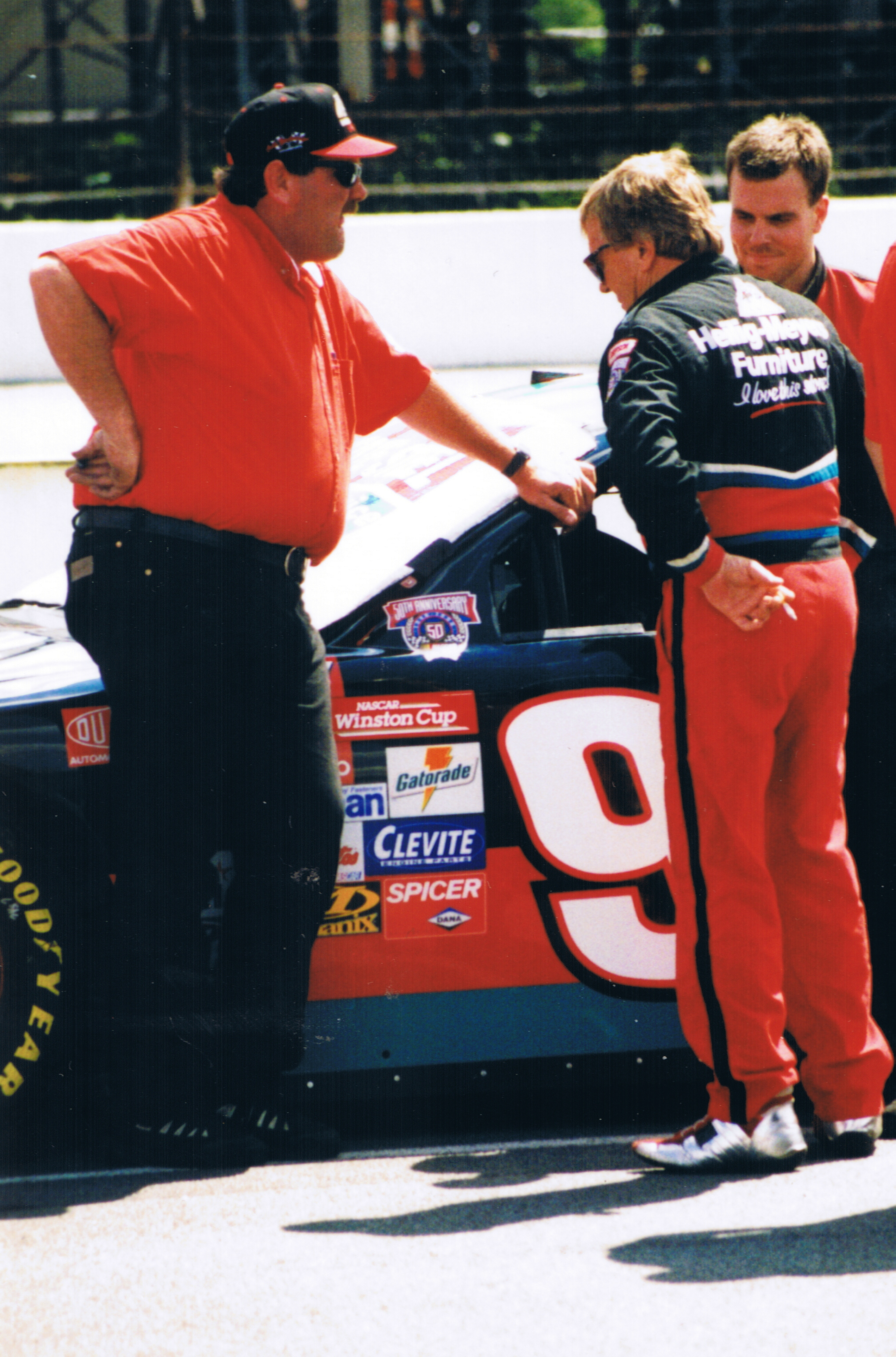
Trickle en 1998.

Richard "Dick" Trickle (27 de octubre de 1941 - 16 de mayo de 2013) fue un piloto de carreras estadounidense. Corrió durante décadas en torno a los circuitos cortos de Wisconsin, ganando muchos campeonatos a lo largo del camino. Trickle compitió en el ASA, Artgo, ARCA, All Pro, IMCA, NASCAR, y la USAC.
En más de un estimado de 2.200 carreras, Trickle completó un millón de vueltas y se cree que ha ganado más de 1.200 carreras. Fue considerado como el conductor de pista corta más ganador en la historia. Las carreras destacados de Trickle incluyen de 67 victorias en 1972, ganando siete campeonatos Artgo en nueve años entre 1979 y 1987 ganó espalda con espalda campeonatos ASA AC-Delco Challenge en 1984 y 1985, el novato del año de 1968 con el USAC Stock Car, y ganó el premio de Novato del Año en 1989 de NASCAR en lo que entonces se llamaba la Copa Winston (ahora Sprint Cup). Trickle fue apodado el "White Knight", como referencia al esquema de la pintura del patrocinador SuperAmerica, cuando corrió en Wisconsin.
Trickle murió el 16 de mayo de 2013, a partir de una herida de bala autoinfligida. El incidente ocurrió a las 12:02 p. m. en el cementerio Forest Lawn en Boger City, Carolina del Norte. El Centro de Comunicaciones del condado de Lincoln recibió una llamada, al parecer de la víctima, diciendo que "habría un muerto y sería el suyo". La policía intentó llamar a su teléfono de nuevo, pero no hubo respuesta. Trickle fue encontrado muerto junto a su camioneta.